# Telanthophora
Telanthophora là một chi thực vật có hoa trong họ Cúc (Asteraceae).

## Loài
Chi Telanthophora gồm các loài: